# エギーユ・デラーズ
エギーユ・デラーズ (Aiguille Delaz) は、OVA『機動戦士ガンダム0083 STARDUST MEMORY』に登場する架空の人物（声：小林清志）。

## 人物
ジオン公国軍大佐（0079年時）、後に中将（0083年時）。スキンヘッドと髭面が特徴。常に冷静沈着で、軍人の枠を超えた戦略眼を持っていた。ジオン軍ではギレン派に属し、一年戦争中は宇宙攻撃軍ソロモン防空隊に所属した後にア・バオア・クー統一軍総帥直属艦隊司令となった。乗艦はグワジン級戦艦グワデン。ギレンの信奉者であり、彼の胸像を艦内に配置している。また、目的のためにはコロニー落としなどの大量破壊もいとわないあたりにも、その影響がうかがえる。
一年戦争後、「茨の園」を潜伏拠点として「デラーズ・フリート」を結成。「連邦による地球圏の主権掌握の阻止」という大義を掲げ、連邦に一矢報いようとするアナベル・ガトーら若き将兵達を率いてジオンの旗の下、連邦軍と戦った（詳細は後述）。ガトーからは深い敬愛を寄せられている。
ロマンティストな面があり、ガトーとのやり取りや、「茨の園」「星の屑」といったネーミングにその性格が現れている。
加登屋みつる版コミカライズではガトーとシーマの剣呑なやり取りを笑い飛ばすなど原作に比べてがさつな印象である。

## 劇中での活躍
ア・バオア・クー防衛戦においては麾下艦隊を率いていたが、防戦中にギレン戦死の報を聞き、それをキシリアによる暗殺とすぐに看破。このとき、機体の修理を求めてグワデンに着艦したガトーを、再び決起する時を待つように諭して配下に加え、麾下艦隊を率いてSフィールドより戦場を離脱した。
カラマポイントでの協議において、連邦への服属を拒否する旧ジオン公国軍の大半がアクシズ行きを選ぶ中、抵抗継続を望む者達を率いて地球圏に残留。デラーズ自身は協議の前から潜伏拠点「茨の園」の建設に着手しており、早期に地球圏残留の意志を固めていたようである。宇宙世紀0081年8月15日ジオン公国国慶節をもってゲリラ活動を開始、以後デラーズ・フリートを名乗り、地球圏において地球連邦に対するゲリラ戦の指揮を執った。同志の潜伏や補給等の面では、サイド6政府関係者やアナハイム・エレクトロニクスに代表される月面企業連合体との非公然の協力関係にあった。
しかし連邦の地球偏重政策に抗し得ず、アクシズの地球圏帰還を地に潜って待つか、乾坤一擲の総力戦による大戦果を目指すかの二択を迫られることとなる。デラーズはガンダム開発計画の情報を得たことで、後者を選択した。
宇宙世紀0083年、星の屑作戦を発動。トリントン基地からのガンダム試作2号機奪取計画を成功させ、連邦軍・ジオン残党軍両者に向けて「デラーズ・フリート」の名を明らかにして声明を発表。一年戦争の終戦協定は「ジオン共和国の名をかたる売国奴」によってなされたものであり無効であると主張し、連邦軍自らが南極条約違反の核攻撃機（ガンダム試作2号機）を建造し、スペースノイド弾圧の意図を捨てていないことを非難した。その後、コンペイトウで開催された観艦式を試作2号機で奇襲させ、連邦軍艦隊を核攻撃で一掃する。以後、腰の重い連邦軍を翻弄し続け、作戦の真の目的であるコロニー落とし成功まであと一歩のところまで行くが、コロニーの大気圏突入直前に連邦軍の一部と共謀したシーマ・ガラハウの裏切りに遭い座乗艦の艦橋を制圧される。しかしデラーズは動じず、自身を犠牲にしてでも目的を達成するようガトーを促す。その言動に激昂・動揺したシーマに射殺されるが、ガトーの奮闘でコロニーは最終軌道修正を果たし、遂に地球に落着する。アクシズ艦隊のハスラー少将はコロニー落着を見届けると、亡き戦友への敬意を込めてそれを「男達の魂の輝き」と評した。
この一連の騒動は地球圏に衝撃を与え、後に彼の名を冠してデラーズ紛争と呼ばれることとなる。
ゲーム『ガンダム戦記』では、宇宙世紀0081年に発生した「水天の涙」作戦に参加するジオン残党部隊インビジブル・ナイツに対し、高機動型ゲルググなどの戦力を送って支援している。

## 星の屑作戦とその後の影響
「星の屑作戦」は成功し、北米大陸の穀倉地帯に大打撃を与える戦術目的は一応達成され、食料自給率は確かに宇宙に大きく傾いたたものの、地球連邦政府の体制は全く揺るがなかった。皮肉にもこの事件は、ジオン残党の脅威と恐怖を地球圏の人々の心に植え付けることとなり、急進派のジャミトフ・ハイマンの派閥を勢いづかせる下地になった。その後、連邦軍内には精鋭特殊部隊ティターンズが結成されて連邦軍の主導権を握り、30バンチ事件に代表されるさらなる弾圧を招いた。また、地球圏に残存するジオン軍戦力はさらに損耗しほぼ壊滅。後の第一次ネオ・ジオン抗争に部隊単位で参戦できたのは極少数であったという。

## 搭乗機・座乗艦
デラーズ専用リック・ドム
ジオンの要人の多くがそうであったようにデラーズも専用モビルスーツを与えられていたようであり、物語の冒頭にガトーが搭乗しようとしたリック・ドムの派生機と思しき機体はデラーズ専用機としてカスタマイズされた機体とされる。
グワデン
この艦はギレン自身の座乗艦とも言われるひときわ巨大な艦であり、それを任されていたことからもザビ家、特にギレンからの信任ぶりがうかがえる。